# Liste der Straßennamen von Frankfurt am Main/C

## Ca
Cäcilie-Breckheimer-Platz, Riederwald
Cäcilie Breckheimer (1895–1943), Frauenrechtlerin, in Auschwitz ermordet.
Camberger Straße, Gallus und Gutleutviertel
Bad Camberg ist eine Stadt im Landkreis Limburg-Weilburg.
Camillo-Sitte-Weg, Praunheim
Camillo Sitte (1843–1903), Wiener Architekt, Städteplaner und Maler
Carbonestraße, Kalbach
nach der Deutsche Carbone AG, einer Tochter der Carbone Lorraine, die seit 1897 im Stadtteil Kalbach u. a. Kohlebürsten produziert.
Carl-Benz-Straße, Fechenheim
Karl Friedrich Michael Benz (1844–1929), deutscher Ingenieur und Erfinder des ersten Automobils. Die Schreibweise des Vornamens variiert, auch in seiner eigenen Biographie, von Karl zu Carl Friedrich.
Carl-Goerdeler-Straße, Dornbusch
Carl Friedrich Goerdeler (1884–1945), deutscher Politiker und Widerstandskämpfer. Im Zusammenhang mit dem 20. Juli 1944 vom Volksgerichtshof zum Tode verurteilt und in Berlin-Plötzensee hingerichtet.
Carl-Heicke-Weg, Ostend (1934–1945 Herbert-Norkus-Weg)
Carl Heicke (1862–1938), Frankfurter Gartendirektor, der u. a. den Ostpark und den Huthpark zu ihrer heutigen Form umgestaltete.
- Herbert Norkus (1916–1932), bei Straßenkämpfen mit Kommunisten in Berlin umgekommenes HJ-Mitglied.

Carl-Hermann-Rudloff-Allee, Kalbach-Riedberg
Carl-Hermann Rudloff (1890–1949), deutscher Architekt, der unter der Leitung von Ernst May am Neuen Frankfurt arbeitete und für die AG für kleine Wohnungen tätig war. Er wirkte wesentlich bei der Schaffung der Siedlung Höhenblick mit.
Carlo-Schmid-Platz, Bockenheim
Carlo Schmid (1896–1979), deutscher Politiker (SPD), einer der Väter des Grundgesetzes und auch des Godesberger Programms der SPD. Setzte sich stark für die deutsch-französische Aussöhnung ein.
Carl-Sonnenschein-Straße, Sossenheim
Dr. Carl Sonnenschein (1876–1929), katholischer Priester im Arbeitermilieu des Rheinlands, später in Berlin. Aufbau einer katholischen Volkshochschule. Gab einer Siedlung in Sossenheim seinen Namen.
Carl-Theodor-Reiffenstein-Platz, Innenstadt
Carl Theodor Reiffenstein (1820–1893) war ein Frankfurter Architektur- und Landschaftsmaler. Über 2000 Aquarelle, davon viele Zeichnungen Frankfurter historischer Straßen und Gebäude. Mitglied im Freundeskreis der Kronberger Malerkolonie.
Carl-von-Noorden-Platz, Sachsenhausen-Nord
Benannt nach dem Internisten Carl Harko von Noorden (1858–1944), dem Gründer des heutigen Krankenhaus Sachsenhausen, der ersten Fachklinik für Diabetes in Europa.
Carl-von-Weinberg-Straße, Westend (1938–1945 Ferdinand-Runge-Straße)
Carl von Weinberg (1861–1943) war Miteigentümer der Cassella-Farbwerke in Fechenheim. Stifter und Wohltäter. Unterhielt das Gestüt Waldfried. Initiator und Mitbegründer des Frankfurter Golf Clubs (FGC). Im Nationalsozialismus aufgrund seiner jüdischen Herkunft verfolgt. - Benachbart sind weitere Straßen nach Führungskräften der I.G. Farben bzw. ihrer Vorgängerfirmen benannt; sie entstanden alle 1928 parallel zum Bau des I. G.-Farben-Hauses. Vorher befand sich auf dem Gelände dieser Wohnstraßen die Hundswiese. Sie diente zum Spazierengehen, für Versammlungen und als Fußballfeld für die Vorgängervereine der Eintracht.
- Prof. Friedlieb Ferdinand Runge (1794–1867) war der Entdecker des Anilins und der Anilinfarben.

Carl-Weigert-Platz, Sachsenhausen
Carl Weigert (1845–1904) wurde Direktor der Dr. Senckenbergischen Anatomie und erwarb sich dort auch als Forscher einen großen Namen.
Carl-Zeiss-Straße, Bergen-Enkheim
Carl Zeiss (1816–1888), gründete 1846 in Jena eine Fabrik zur Herstellung von Mikroskopen, die Weltgeltung bekam und noch heute besteht.
Cäsar-von-Hofacker-Straße, Kalbach-Riedberg
Caesar von Hofacker (1896–1944), Offizier der Luftwaffe, Mitverschwörer beim missglückten Attentat vom 20. Juli 1944 auf Adolf Hitler. Er wurde dafür vom Volksgerichtshof zum Tod verurteilt und in Berlin-Plötzensee hingerichtet.
Casimirstraße, Bergen-Enkheim
Andreas Casimir *1691, ist der Name des letzten Schelm von Bergen, eines legendären Adelsgeschlechtes aus Bergen-Enkheim, das 1768 ausgestorben ist.
Casparistraße, Eckenheim
alteingesessene Eckenheimer Familie
Cassellastraße, Fechenheim (1938–1945 Friedrichshafener Straße)
nach den Cassella-Farbwerke Mainkur, die ihren Namen dem Kaufmann Leopold Cassella (1766–1847) verdanken, der einen weltweiten Farbhandel betrieb.
- Friedrichshafen, Stadt am Bodensee, in Baden-Württemberg

Celsiusplatz, Bockenheim
Anders Celsius (1701–1744), schwedischer Wissenschaftler, Poet und Autor. Er legte den Gefrierpunkt des Wassers mit 100 Grad fest, den Siedepunkt mit 0 Grad (im Gegensatz zu heute). Sein Schüler Carl von Linné drehte 1745 die Skala, die seither nach Celsius benannt ist und sich im deutschsprachigen Raum durchgesetzt hat. Celsius starb an Tuberkulose.
Cezanneweg, Kalbach
Paul Cézanne (1839–1906), berühmter französischer Maler des Impressionismus

## Ch
Chamissostraße, Ginnheim
Adelbert von Chamisso (1781–1838), französisch-deutscher Naturforscher und Dichter, erforschte und kartierte das seinerzeit russische Alaska. Wurde Direktor des Berliner Botanischen Gartens. Sein bekanntester Märchenroman ist Peter Schlemihls wundersame Geschichte.
Charlotte-Schiffler-Straße, Oberrad
Dr. Charlotte Schiffler, geb. Dichgans (1909–1992), geboren in Wuppertal-Elberfeld, promovierte und lebte in Frankfurt. Hessische CDU-Landtagsabgeordnete und Frankfurter Stadtälteste. Eine Kindertagesstätte ist nach ihr benannt.
Chattenweg, Unterliederbach
Chatten, germanischer Volksstamm im Bereich Nord-, Ober- und Mittelhessen, Vorfahren der späteren Hessen
Cheruskerweg, Unterliederbach
die Cherusker, germanischer Volksstamm im heutigen Raum Niedersachsen. Vermutlich im Stamm der Sachsen aufgegangen. Legendär Arminius oder Hermann der Cherusker durch die Schlacht im Teutoburger Wald.
Chlodwig-Poth-Anlage, Sossenheim
Chlodwig Poth (1930–2004), gebürtig in Wuppertal, Karikaturist und Satiriker, Mitbegründer der Zeitschriften Titanic und Pardon, lebte ab 1990 in Sossenheim. 2002 erschien seine Autobiografie „Aus dem Leben eines Taugewas“.
Christa-Maar-Straße, Praunheim
Christa Maar (1935–1943), aus Frankfurt gebürtiges Mädchen, das wegen geistiger Behinderung 1943 von den Nationalsozialisten als „lebensunwert“ in Hadamar ermordet wurde.
Christiane-Vulpius-Straße, Kalbach
Johanna Christiana Sophie Vulpius verh. Goethe (1765–1816), eine der vielen überlieferten Liebesbeziehungen des Dichterfürsten mit der Ausnahme, dass diese letztlich zum Erfolg führte. Alle gemeinsamen Kinder starben.
Christoph-Knips-Straße, Eckenheim
Christoph Knips, katholischer Pfarrer in Eckenheim von 1884 bis 1917
Cimbernweg, Unterliederbach
Der germanische Volksstamm der Cimbern stammte wohl aus dem Gebiet Jütlands/Dänemark. Im 2. Jahrhundert vor Christus zogen sie Richtung Italien. Nach mehreren siegreichen Schlachten kam 101 v. Chr. bei Vercellae das vernichtende Ende.
Clara-Schumann-Weg, Kalbach
Clara Schumann geb. Wieck (1819–1896) war eine bekannte deutsche Pianistin und Komponistin und die Ehefrau von Robert Schumann, sie starb in Frankfurt.
Clementineweg, Ostend
Luise Freifrau von Rothschild stiftete zum Gedenken an ihre früh verstorbene Tochter Clementine das im Zweiten Weltkrieg total zerstörte Clementine-Kinder-Krankenhaus. Dieses ist danach in der Theobald-Christ-Straße neu entstanden.

## Co
Coburger Weg, Zeilsheim
Coburg, Stadt in Oberfranken
Cohausenstraße, Heddernheim
Oberst Karl August von Cohausen (1812–1894), deutscher Architekt, Konservator, Archäologe, Kunsthistoriker, Militär-Ingenieur, erforschte u. a. das römische Nida auf dem Gebiet des heutigen Stadtteils Heddernheim bzw. Nordweststadt.
Colmarer Straße, Schwanheim
Colmar, früher auch Kolmar geschrieben, ist eine Stadt im Elsass.
Colsmannstraße, Bockenheim
Alfred Colsman (1873–1955), Generaldirektor der Luftschiffbau Zeppelin GmbH, die ab 1907 viele Zeppeline baute, die auch den Frankfurter Flughafen am Rebstock anflogen. Somit wird auch dieser wichtige Mitarbeiter des Grafen Ferdinand von Zeppelin geehrt, der ja in der ebenfalls in Bockenheim gelegenen Zeppelinallee verewigt ist.
Comeniusstraße, Bornheim
Johann Amos Comenius (1592–1670), Theologe und Philosoph, nach dem in Frankfurt auch eine Schule benannt ist.
Conrad-Weil-Gasse, Bergen-Enkheim
Conrad Weil (1893–1960), Bergen-Enkheimer Heimatforscher, Verfasser eines Theaterstücks Der Schelm von Bergen, das regelmäßig – im vierjährlichen Turnus – auf einer Freilichtbühne vor der dortigen Schelmenburg aufgeführt wird.
Cordierstraße, Gallus
Johann Karl Anton Cordier († 1906), vermachte Frankfurt eine Stiftung.
Coventrystraße, Nied
Coventry, englische Stadt, die 1940 von deutschen Bomberflotten in Schutt und Asche gelegt wurde. Partnerstadt von Dresden, das 1945 von englischen Bomberverbänden stark zerstört wurde.
Cranachstraße, Sachsenhausen
Cranach, bedeutende Malerfamilie des 16. Jahrhunderts aus Kronach/Oberfranken. Einige ihrer Werke hängen im Städel.
Cretzschmarstraße, Bockenheim
Dr. Philipp Jakob Cretzschmar (1786–1845) war Anatomie-Lehrer der Dr. Senckenbergischen Stiftung und einer der Initiatoren zur Gründung der Senckenbergischen Naturforschenden Gesellschaft in Frankfurt.
Cromestraße, Rödelheim
Georg August Friedrich Crome (1753–1833), Geograph, Statistiker und Staatswissenschaftler, Lehrer am Philanthropin in Dessau. 1935 umbenannt in Trümpertstraße.
Cronstettenstraße, Nordend
Steffan von Cronstetten, Patrizierfamilie, 1621 geadelt, stellte mit Hieronymus Steffan von Cronstetten um 1635 auch einen Frankfurter Schultheißen und mehrere Bürgermeister. Justina Catharina Steffan von Cronstetten, die letzte ihres Geschlechts, blieb unverheiratet und vermachte fast ihr gesamtes Vermögen der Stadt Frankfurt als Stiftung für Witwen und unverheiratete Töchter aus dem Frankfurter Adel. Diese Stiftung besteht noch heute im Westend.
Crutzenkirchweg, Kalbach
Von der Crutzenkirche (von lat. ad crucem= zum Kreuz) zeugen nur noch einige Grundmauern am Bonifatiusbrunnen und können so ihre damaligen Ausmaße sichtbar machen. Denn längst war die im 11. Jahrhundert gebaute Kirche zu klein geworden und dann wohl der Spitzhacke zum Opfer gefallen. Im neu angelegten Bonifatiuspark lebt die Erinnerung an sie wieder auf.
Cunostraße, Bergen-Enkheim
Cuno von Stengazzen (um 1140) der erste nachweisliche Vertreter der (späteren) Schelme von Bergen, einem 1768 ausgestorbenen Adelsgeschlecht in Bergen-Enkheim.
Cuxhavener Straße, Griesheim
Cuxhaven, Stadt an der Elbe, nordwestlich von Hamburg